# نيل لانكستر
نيل لانكستر (بالإنجليزية: Neal Lancaster)‏ هو لاعب غولف أمريكي، ولد في 13 سبتمبر 1962 في سميثفيلد في الولايات المتحدة.

## وصلات خارجية
- نيل لانكستر على موقع رابطة لاعبي الغولف المحترفين (الإنجليزية)
- نيل لانكستر على موقع التصنيف العالمي الرسمي للغولف (الإنجليزية)